# 208996 Achlys
208996 Achlys è un oggetto transnettuniano con una magnitudine assoluta di 3,72. Appartiene ai plutini, un gruppo di pianeti minori che prendono il nome dal suo membro più grande, Plutone, poiché orbita in una risonanza 2:3 con Nettuno nella fascia di Kuiper. È il terzo plutino più grande conosciuto, dopo Plutone e Orco. La bassa densità di questo e di molti altri oggetti transnettuniani di medie dimensioni implica che non si siano mai compressi in corpi completamente solidi, né tantomeno differenziati o collassati in equilibrio idrostatico, e quindi è altamente improbabile che siano pianeti nani.
Scoperto nel 2003, presenta un'orbita caratterizzata da un semiasse maggiore pari a 39,585122 au e da un'eccentricità di 0,175099, inclinata di 13,543753° rispetto all'eclittica. Ha un periodo di rotazione di 13,42 ore.
Achlys è la personificazione del dolore e del lutto descritti nel poema epico greco Lo scudo di Eracle. Viene anche utilizzato da Omero nell'Iliade per descrivere la nebbia che copre gli occhi dei morenti.